# 托马斯·赫希米勒
托马斯·赫希米勒（英語：Thomas Herschmiller，1978年4月6日—），加拿大男子赛艇运动员。他曾代表加拿大参加2000年和2004年夏季奥林匹克运动会赛艇比赛，其中2004年奥运会获得一枚银牌。